# つつみ込むように…〜R.U.WRAPPING〜
「つつみ込むように…〜R.U.WRAPPING〜」（つつみこむように アール ユー ラッピング）は、RATHER UNIQUEの3枚目のシングルである。2005年6月8日に発売された。

## 概要
- 「CD+DVD (Like This)」、「CDのみ (1COIN Single)」の形態で発売。
- アルバム『R.U Party』からの先行シングル。
- メンバーのMAKIDAIがバックダンサーをしていたMISIAの「つつみ込むように…」をサンプリングしている。
- このグループのシングルはこの作品が最後となる。

## 収録曲

### CD
1. つつみ込むように…〜R.U.WRAPPING〜
2. Going Back feat. MCU
3. R.U. Party (DJ SHIBUCHIN Men太鼓 remix)
4. つつみ込むように…〜R.U.WRAPPING〜 (instrumental)
5. Going Back feat. MCU (instrumental)
6. R.U. Party (DJ SHIBUCHIN Men太鼓 remix) (instrumental)

### DVD
- つつみ込むように…〜R.U.WRAPPING〜 (MUSIC VIDEO)
- つつみ込むように…〜R.U.WRAPPING〜 (MAKING VIDEO)
- ラザTV!!!!!〜Sohjin's Showtime Shoot1 ご機嫌な視線from知念の自然〜
- ラザTV!!!!!〜SHIBUCHIN海へ帰る〜
- ラザTV!!!!!〜信号待ちin沖縄〜